# Roridula gorgonias
Рорідула Ґорґони (Roridula gorgonias) — вид рослини родини Рорідулові.

## Будова
Багаторічна рослина до 50 см, покрита волосинками з липкою рідиною, що ловлять комах як росичка. Але рослина не споживає комах, а приманює ними жуків Pameridea, що їдять комах. Потім листя поглинає екскременти жуків.

## Поширення та середовище існування
Зростає у Південній Африці.

## Галерея

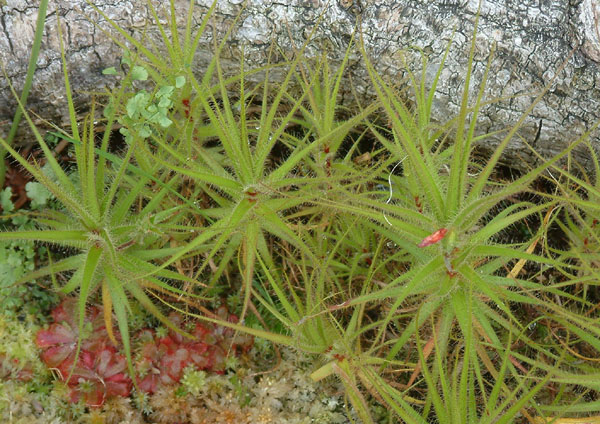
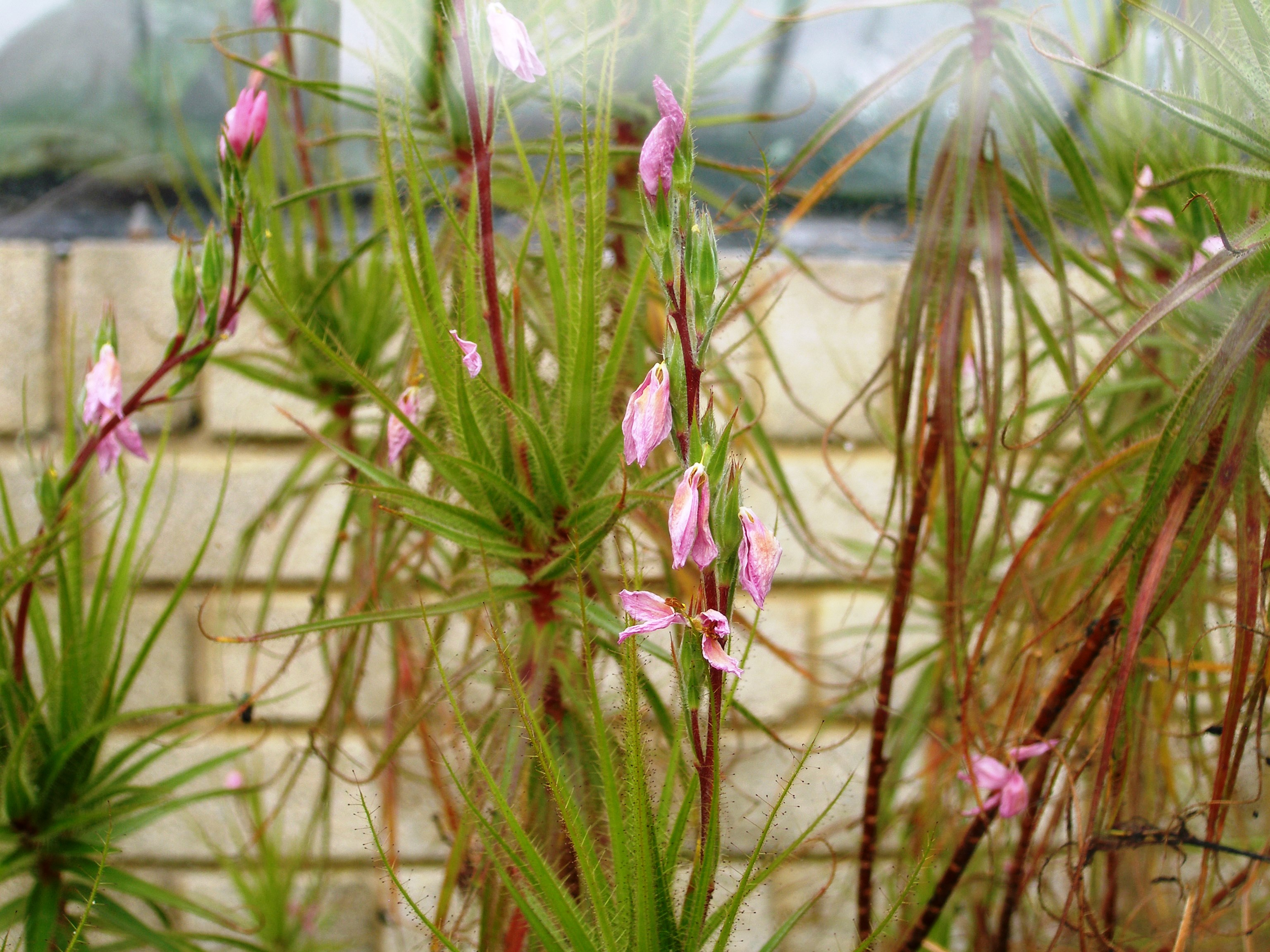
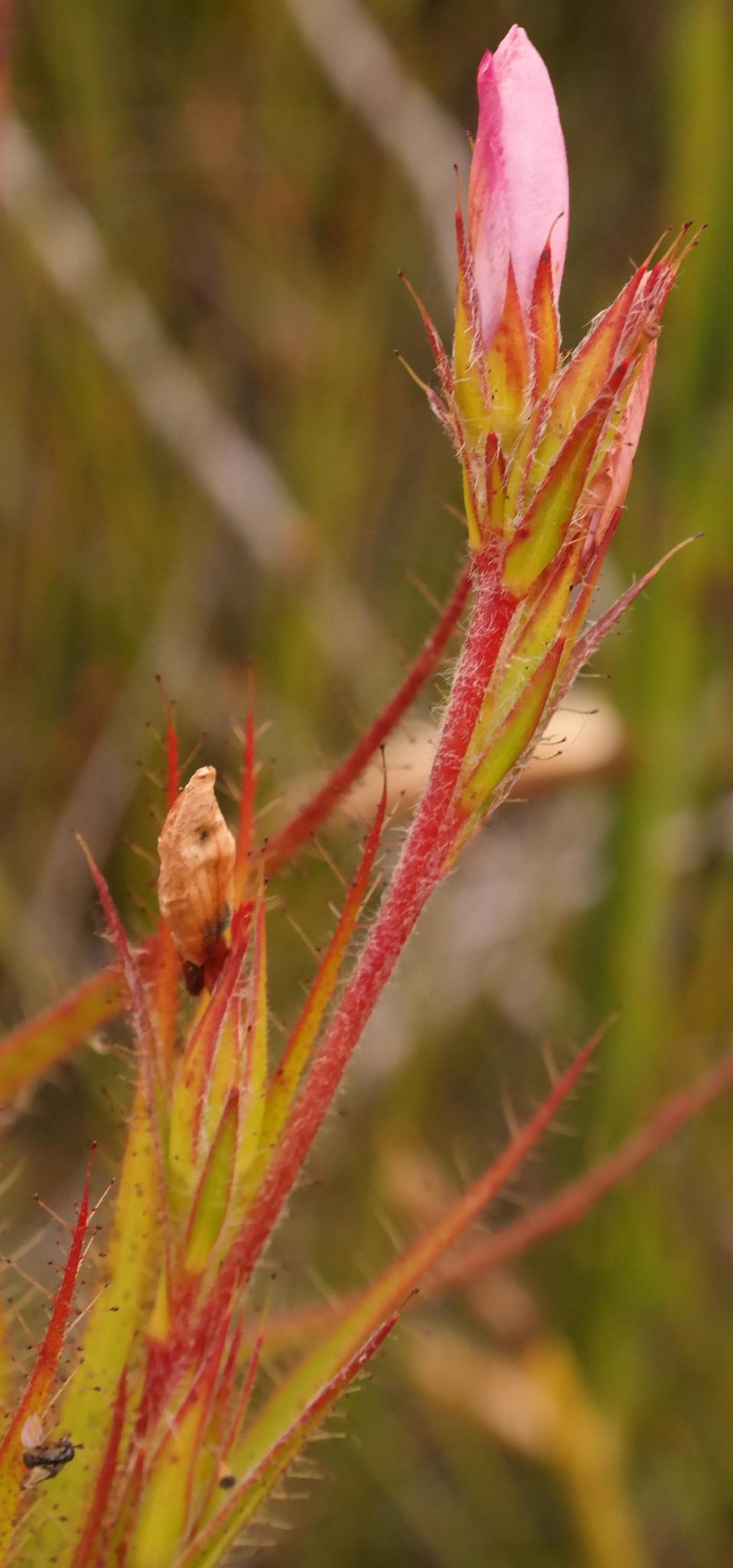
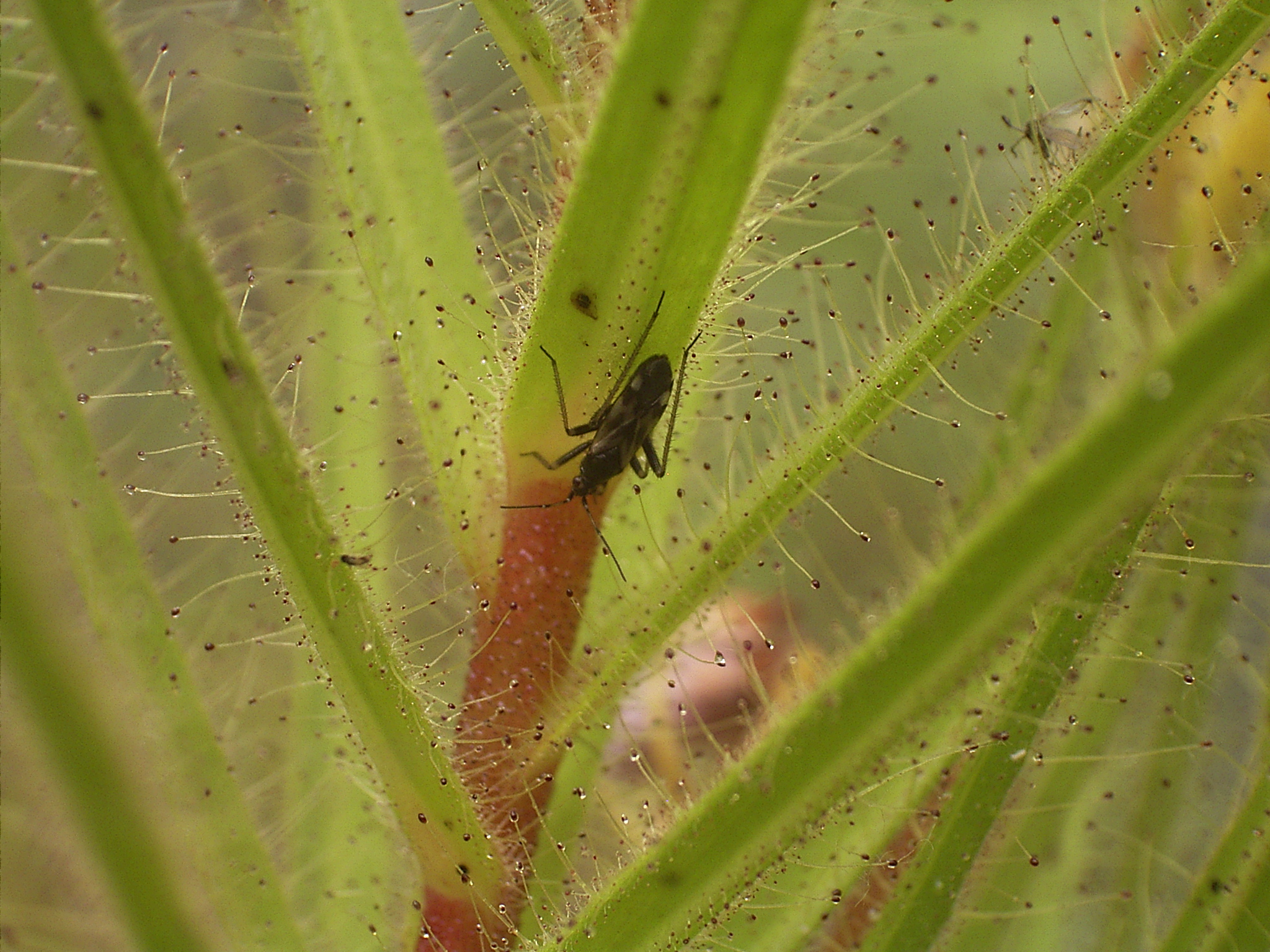
Жук Pameridea roridulae на рослині